# Zawartość alkoholu we krwi
Zawartość alkoholu we krwi – ilość alkoholu etylowego we krwi, określana najczęściej w promilach (1 promil oznacza 100 mg alkoholu w 1 dl (decylitrze) krwi).
Najbardziej wiarygodne wyniki w zakresie zawartości alkoholu we krwi daje laboratoryjne badanie krwi. W następnej kolejności są to wyniki alkomatu, który jednak określa zawartość alkoholu w wydychanym powietrzu.
Zawartość alkoholu we krwi wykorzystywana jest przez policję w sposób określony przez prawo karne.

## Zawartość alkoholu we krwi a zachowanie
| Zawartość alkoholu | Typowy objaw |
| ------------------ | --- |
| 0,3‰               | rozproszona uwaga |
| 0,8‰               | pobudliwość, upośledzenie koordynacji ruchowo-wzrokowej, obniżony krytycyzm                                                |
| 1,5‰               | zaburzenia równowagi, błędy w logicznym myśleniu, opóźnienie czasu reakcji, agresywność, brawura                           |
| 2 ‰                | zaburzenia mowy, senność, obniżenie kontroli zachowania i poruszania się                                                   |
| 4 ‰                | senność, możliwość zapadnięcia w śpiączkę                                                                                  |
| 4–5 ‰              | zatrucie, śmierć (dawka śmiertelna ma charakter orientacyjny, znane są przypadki przeżycia przy o wiele większych dawkach) |

Powyższa tabela ma jedynie orientacyjny i uogólniony charakter, ze względu na wielorakość zmiennych w przypadku konkretnej jednostki.

## Historia
Badanie zawartości alkoholu we krwi upowszechniło się w krajach rozwiniętych już w pierwszych dekadach XX wieku. Używano wówczas skali podobnej do dzisiejszej, z tym, że powszechnie za stan wpływający niekorzystnie na prowadzenie pojazdów lub na inne czynności motoryczne uznawano dopiero zawartość alkoholu we krwi na poziomie 1 promila.

### Odnotowane rekordy
W 1995 kierujący samochodem Tadeusz S. pod wpływem alkoholu spowodował wypadek, mając we krwi 14,8 promila alkoholu. Mężczyzna zmarł kilkanaście dni później na skutek odniesionych w wypadku obrażeń.
Jedna z najwyższych odnotowanych zawartości alkoholu we krwi dotyczy 45-letniego mężczyzny z Makowa-Kolonii, który w 2009 przeżył przy 12,3 promila.
22,3 promila alkoholu we krwi zmierzono u kierowcy, który pod koniec maja 2012 w Dobrołęce (gmina Olszewo-Borki) doprowadził do śmiertelnego wypadku drogowego, prowadząc samochód osobowy. Wynik badania potwierdził rzecznik prasowy Komendy Miejskiej Policji w Ostrołęce. Istnieje jednak duże prawdopodobieństwo, że próbka krwi została zanieczyszczona, gdyż nie została pobrana z żyły, a z rany poszkodowanego. Mężczyzna zmarł w wyniku obrażeń odniesionych w wypadku.
W lipcu 2013 30-letni mężczyzna z Alfredówki (woj. podkarpackie) przeżył, mając 13,74 promila we krwi.

## Szacowanie zawartości alkoholu we krwi
Podjęto wiele prób oszacowania zawartości alkoholu we krwi. Nie są one dokładne, ponieważ zbyt wiele czynników wpływa na tę zawartość. Przydatne mogą być jednak w samookreśleniu.
Spożywanie pokarmów przed, w trakcie lub po piciu alkoholu opóźnia wchłanianie: szczytowe stężenie alkoholu u osoby pijącej na czczo pojawia się po 0,5–1 godzinie, u pijącej „na pełny żołądek” – po 1,5–3 godzinach. Przeciętnie człowiek spala w ciągu godziny od 0,12 do 0,15 promila alkoholu zawartego we krwi.

### Wzór Erika Widmarka
Najpopularniejszy wzór stworzył Erik Widmark:
{\displaystyle P={\frac {A}{K\cdot W}}}
gdzie:
- P – zawartość alkoholu we krwi w promilach,
- A – ilość wypitego czystego alkoholu w gramach (pamiętać należy, że zawartość alkoholu w napojach podaje się zazwyczaj w procentach objętościowych, dlatego 500 ml wódki o zawartości 40% alkoholu zawiera 200 ml, czyli 160 g alkoholu),
- K – współczynnik związany z zawartością wody w organizmie, wynoszący (w przybliżeniu):
  - 0,68–0,7 dla mężczyzn
  - 0,55–0,60 dla kobiet i młodzieży
  - 0,75-0,80 dla niemowląt i małych dzieci,
- W – masa ciała w kilogramach.

### Metoda porcji standardowych
Bardzo przybliżona metoda samookreślenia momentu, w którym można zasiąść za kierownicą. Opiera się na liczeniu porcji standardowych, czyli ilości napojów alkoholowych, które zawierają 10 g czystego alkoholu. Np:
- 250 ml piwa 5% to 10 g alkoholu etylowego,
- 100 ml wina 12% to 10 g alkoholu etylowego,
- 30 ml wódki 40% to 10 g alkoholu etylowego.

Szybkość rozkładu alkoholu u mężczyzn wynosi 10–12 g/h, u kobiet 8–10 g/h. Przyjmując wartość średnią, czyli 10 g, można założyć, że w ciągu jednej godziny wątroba spala jedną porcję standardową.

## Dopuszczalna zawartość alkoholu we krwi
Dopuszczalna zawartość alkoholu we krwi w niektórych krajach pozwalająca prowadzić pojazdy mechaniczne.
| Kraj                 | Promile                                                                                    |
| -------------------- | ------------------------------------------------------------------------------------------ |
| Albania              | 0,1‰                                                                                       |
| Andora               | 0,5‰                                                                                       |
| Australia            | 0,5‰                                                                                       |
| Austria              | 0,5‰                                                                                       |
| Belgia               | 0,5‰                                                                                       |
| Białoruś             | 0,3‰                                                                                       |
| Bośnia i Hercegowina | 0,5‰                                                                                       |
| Bułgaria             | 0,5‰                                                                                       |
| Chorwacja            | 0,5‰ (u kierowców w wieku 16–24 lata oraz kierowców zawodowych, wykonujących pracę – 0,0‰) |
| Cypr                 | 0,5‰                                                                                       |
| Czechy               | 0,0‰                                                                                       |
| Dania                | 0,5‰                                                                                       |
| Estonia              | 0,2‰                                                                                       |
| Finlandia            | 0,5‰                                                                                       |
| Francja              | 0,5‰                                                                                       |
| Grecja               | 0,5‰                                                                                       |
| Hiszpania            | 0,5‰                                                                                       |
| Holandia             | 0,5‰                                                                                       |
| Irlandia             | 0,5‰ (0,2‰ dla kierowców posiadających prawo jazdy mniej niż 2 lata)                       |
| Islandia             | 0,5‰                                                                                       |
| Izrael               | 0,5‰                                                                                       |
| Liechtenstein        | 0,8‰                                                                                       |
| Litwa                | 0,4‰                                                                                       |
| Luksemburg           | 0,5‰ (Dla kierowców zawodowych oraz kierowców początkujących – 0,2‰)                       |
| Łotwa                | 0,5‰                                                                                       |
| Macedonia Północna   | 0,5‰                                                                                       |
| Malta                | 0,8‰                                                                                       |
| Niemcy               | 0,5‰ (u kierowców mających prawo jazdy krócej niż 2 lata i/lub wiek poniżej 25 lat – 0,0‰) |
| Norwegia             | 0,2‰                                                                                       |
| Polska               | 0,2‰                                                                                       |
| Portugalia           | 0,5‰                                                                                       |
| Rosja                | 0,3‰                                                                                       |
| Rumunia              | 0,0‰                                                                                       |
| Słowacja             | 0,0‰                                                                                       |
| Słowenia             | 0,5‰                                                                                       |
| Stany Zjednoczone    | 0,8‰                                                                                       |
| Szwajcaria           | 0,5‰                                                                                       |
| Szwecja              | 0,2‰                                                                                       |
| Turcja               | 0,5‰                                                                                       |
| Ukraina              | 0,2‰                                                                                       |
| Węgry                | 0,0‰                                                                                       |
| Wielka Brytania      | 0,8‰ (Szkocja od 15 grudnia 2014 – 0,5‰)                                                   |
| Włochy               | 0,5‰                                                                                       |

Dopuszczalna zawartość alkoholu we krwi w krajach europejskich w g/dl

W Polsce prawo o ruchu drogowym zabrania: 

kierowania pojazdem, prowadzenia kolumny pieszych, jazdy wierzchem lub pędzenia zwierząt osobie w stanie nietrzeźwości, w stanie po użyciu alkoholu lub środka działającego podobnie do alkoholu.

Ustawa o wychowaniu w trzeźwości i przeciwdziałaniu alkoholizmowi definiuje
- stan po użyciu alkoholu – pomiędzy 0,2 i 0,5‰,
- stan nietrzeźwości – powyżej 0,5‰.